# みやぞえ郁雄
みやぞえ 郁雄（みやぞえ いくお、1952年 - ）は、佐賀県唐津市出身の漫画家。別名義にみやぞえ郁也、宮添育男、宮添郁雄、宮添いくお。

## 略歴
手塚治虫のアシスタントを経て、1972年、「正義を愛する者　月光仮面」のコミカライズでデビュー。

## 作品リスト
- 月光仮面（原作：川内康範、小学六年生1972年2月号-3月号連載）
- 青の洞門（原作：菊池寛『恩讐の彼方に』、小学六年生1972年4月号掲載）
- 鉄腕アトム（原作：手塚治虫、小学三年生 1972年連載）
- 快傑ライオン丸（原作：うしおそうじ、小学三年生 1972年5月号 - 1973年3月号連載）
- 人造人間キカイダー（原作：石森章太郎、小学五年生1972年8月号-1973年5月号連載）
- キカイダー01（原作：石森章太郎、小学五年生1973年6月号-1974年3月号連載）
- ウルトラ6ばんめの弟はだれか?（小学二年生 1973年3月号掲載）
- ウルトラマンタロウ（小学三年生 1973年4月号 - 1974年3月号連載）
- ファイヤーマン（小学五年生 1973年4月号 - 7月号連載）
- 科学忍者隊ガッチャマン（小学四年生 1973年4月号 - 1974年3月号連載）
- ジャンボーグA（小学館BOOK 1973年連載）
- 山ねずみロッキーチャック（小学六年生 1973年2月号掲載）
- チャージマン研!（冒険王 1974年連載）
- 吼えろアドロス
- ファミコンハウツー漫画シリーズ
  - ゲゲゲの鬼太郎 妖怪大魔境（コミックボンボン 1986年6月号掲載）
  - 魔界村（コミックボンボン 1986年7月号掲載）
  - スーパーマリオブラザーズ2（コミックボンボン 1986年8月号掲載）
  - がんばれゴエモン!からくり道中（コミックボンボン 1986年9月号掲載）
  - スーパースターフォース（コミックボンボン 1986年11月号掲載）
  - トランスフォーマー コンボイの謎（コミックボンボン 1986年12月号掲載）
- 野獣雀士（原作：咲原裕一）
- 暴走雀鬼
- 風の雀吾（原作：志村裕次）
- 黒棒三四郎（原作：吉田幸彦）
- 雀鬼三四郎 （原作：吉田幸彦）
- 雀狼無宿（原作：津上明）
- 麻雀鳳凰城（原作：志村裕次）
- 雀鬼積乱雲（原作：吉田幸彦）
- マンガミクロの世界のZ戦士
- まんが日本古代史入門
- マンガ南総里見八犬伝（原作：滝沢馬琴）
- 八田與一 東洋一のダムを作った日本人（学習まんが人物館 シナリオ:平良隆久 2011年）